# USM Alger
USM Alger (Union Sportive de la Médina d'Alger) je alžírský fotbalový klub založený v roce 1937.

## Úspěchy
- 8× mistr alžírské ligy (1963, 1996, 2002, 2003, 2005, 2014, 2016, 2019)
- 4× vicemistr alžírské ligy (1998, 2001, 2004, 2006)
- 8× vítěz alžírského poháru (1981, 1988, 1997, 1999, 2001, 2003, 2004, 2013)
- 9× finalista alžírského poháru (1969, 1970, 1971, 1972, 1973, 1978, 1980, 2006, 2007)
- 1× vítěz alžírského superpoháru (2014)
- 1× vítěz Arabské ligy mistrů (2013)
- 1× finalista Pohár maghrebských vítězů pohárů (1970)